# Horacio Cassinelli Muñoz
Horacio Cassinelli Muñoz (22 de diciembre de 1931 - 19 de septiembre de 2014) fue un abogado, profesor y escritor uruguayo. Profesor emérito de derecho constitucional y derecho público, sus obras son de referencia a nivel jurídico y universitario en Uruguay.

## Trayectoria
En 1955 egresó como abogado de la Facultad de Derecho de la Universidad de la República, donde a partir de junio de 1970 fue profesor titular de derecho constitucional. Estuvo a cargo de las cátedras de derecho constitucional en facultad de Derecho, derecho público en la Facultad de Ciencias Económicas y Administración y de Ingeniería legal en la Facultad de Ingeniería. Fue catedrático de derecho constitucional en la Universidad de Montevideo y en la Universidad Católica del Uruguay (UCUDAL). Había comenzado a dar clases en Derecho a fines de los años 1950 y en Ciencias Económicas en 1967.
Como profesor de matemáticas egresado del Instituto de Profesores Artigas (IPA) dictó clases en enseñanza secundaria y en el propio IPA. Ocupó el cargo de juez letrado en Rivera durante un breve período de la década de 1960.
Durante la dictadura cívico-militar (1973-1985) se le impidió dar clases. Integró la Comisión Nacional Pro Referéndum.
Dirigió la Revista de Derecho, Jurisprudencia y Administración. Sus libros en derecho constitucional y público son textos de estudio universitarios y de referencia a nivel jurídico en Uruguay.
El 27 de noviembre de 2008 la facultad de Derecho le otorgó el título de Profesor Emérito y el 12 de agosto de 2009 lo hizo la Facultad de Ciencias Económicas y de Administración. También fue nombrado profesor emérito de la Universidad Católica del Uruguay.
Su esposa fue la neuropediatra Teresa Rotondo, con quien tuvo tres hijos. Su hermano Martín también era abogado, además de violinista integrante de la Ossodre y la Sinfónica Municipal.